# I&I
I&I （アイアンドアイ）は、BLUMEのデビューシングル。2006年12月6日発売。

## 概要
「この冬最高のデュエットラブソング」というキャッチフレーズで発売された、デュエット・バラードソング。歌いやすさを重視したメロディとシンプルな構成が印象的である。「I&I」のギターソロは、プロデューサーである野口五郎が弾いている。

## 収録曲
1. I&I
(作詞:角田紘之　作曲:角田紘之)
2. LOVE HOLIC
(作詞:マツザキヨシユキ 　作曲:丸山恵市)
3. I&I(カラオケ)
4. I&I(カラオケ男)
5. I&I(カラオケ女)
6. LOVE HOLIC(カラオケ)